# Samuel Sharpe

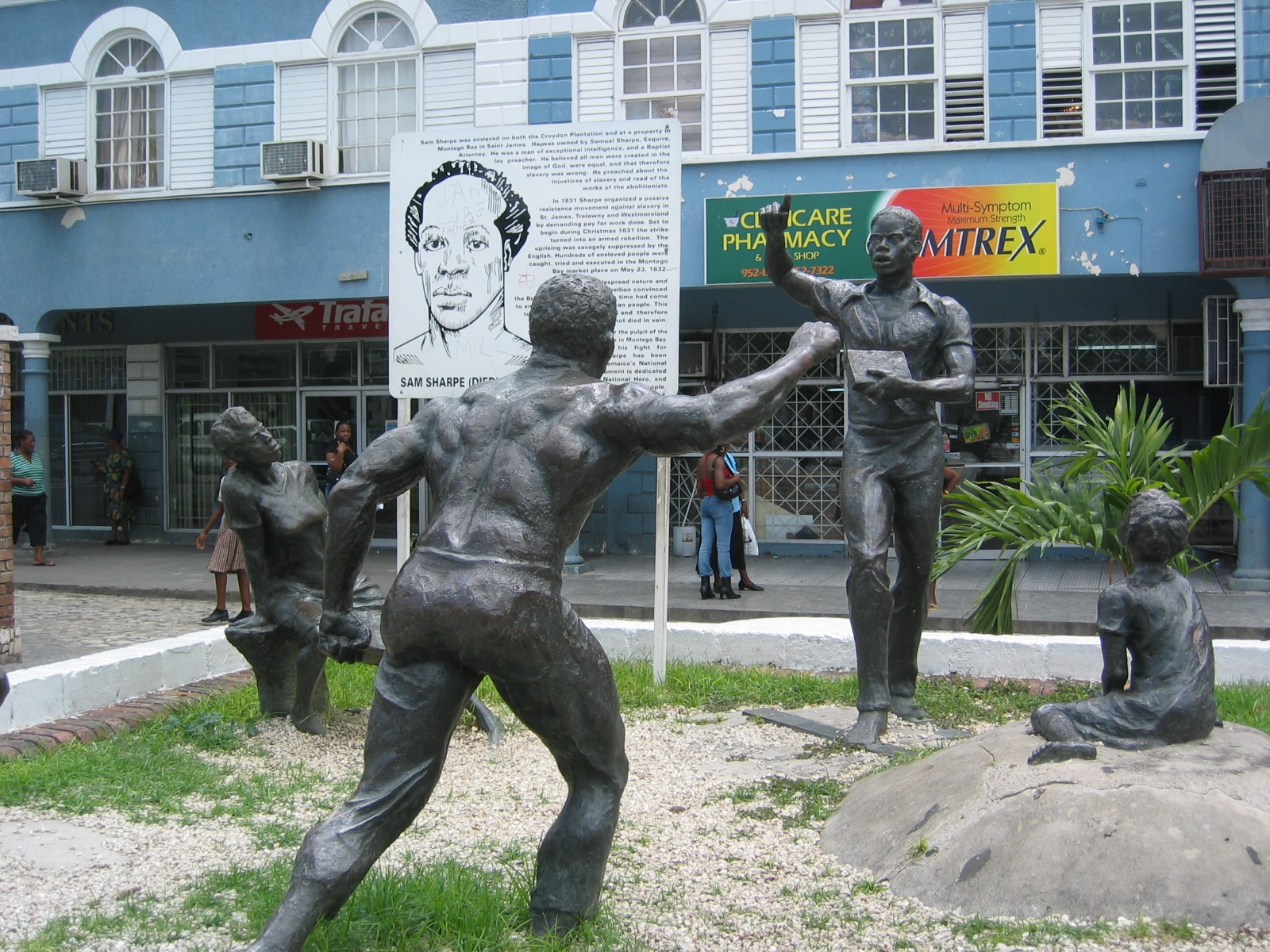
Staty av Sam Sharpe i Montego Bay, Jamaica.

Samuel 'Sam' Sharpe född 1801 på Jamaica, död 1832, var en jamaicansk rebellledare. Han var ledare för Great Jamaican Slave Revolt och är en av landets nationalhjältar. 
Under hela sin livstid var han en slav, men hade fått tillåtelse att utbilda sig och på så vis bli lärd. Tack vare sin utbildning blev han väl respekterad av andra slavar och blev en känd ledare. Han var diakon vid Burchell Baptistkyrka i Montego Bay. Han reste runt i området kring St. James för att undervisa slavar om kristendom och frihet.
Sharpe organiserade senare en fredlig strejk mot slaveriet. Strejken ägde rum den tid på året som sockerrören skördas, en tid som var viktig för många plantageägare. Upproret startade den 25 december 1831. Vedergällningar från plantageägarna resulterade i att slavarna brände skörden, men de attackerade aldrig människorna. Efter två veckor slogs upproret ner och många av ledarna, däribland Sharpe, hängdes 1832. Man anser att händelsen ledde till påskyndandet av slaveriets avskaffande vilket sedan skedde år 1833.
1975 utnämnde Jamaicas regering Sharpe till nationalhjälte.